# 艾哈邁迪里王朝
艾哈邁迪里王朝，是位於伊朗西北馬拉蓋的地方王朝，該王朝的統治自1122年起，持續至1225年，其統治者的稱號為阿德貝格。
艾哈邁迪里王朝在編年史中只有零星的資料，到目前為止還沒有發現錢幣學的證據，因此很難重建它們的年代和家譜。英國歷史學家博斯沃思說，他們是突厥血統，始於阿克·桑庫爾·艾哈邁迪利，他可能是塞爾柱帝國庫爾德司令艾哈邁迪·伊本·易卜拉欣的解放者。該家族的一位女性成員蘇拉法·可敦統治著馬拉蓋，直到這些地方在1221年被蒙古人攻下。